# Lista de bairros de São José dos Campos
Esta é uma lista dos bairros da cidade de São José dos Campos, segundo a lista disponibilizada pela Prefeitura Municipal com base nos dados do Censo IBGE de 2010.
A cidade possui, segundo estimativas, 818.036 habitantes, que estão espalhados em uma área de 1.099,41 km², resultando em uma densidade de 572,96 hab/km². A região metropolitana soma 2 513 499 habitantes. A área urbana está localizada ao sul do território da cidade, e está dividida em seis regiões (centro, região leste, região norte, região oeste, região sudeste e região sul), além dos distritos de Eugênio de Melo, que é incluído na região leste, e de São Francisco Xavier, que está localizado ao norte do território municipal.

## Lista de bairros
Segundo dados do Censo IBGE 2010, São José possui 184.370 domicílios e 614.746 habitantes, resultando em uma média de 3,26 habitantes por residência.
A região central possui 24.690 residências e 72.115 moradores, resultando em uma média de 2,92 hab/res. Possui 73 bairros.
A região leste possui 46.829 residências e 160.990 moradores, resultando em uma média de 3,43 hab/res. Possui 121 bairros.
A região norte possui 18.079 residências e 61.142 moradores, resultando em uma média de 3,38 hab/res. Possui 60 bairros.
A região oeste possui 13.490 residências e 41.163 moradores, resultando em uma média de 3,05 hab/res. Possui 15 bairros.
A região sudeste possui 12.680 residências e 45.800 moradores, resultando em uma média de 3,61 hab/res. Possui 38 bairros.
A região sul possui 69.198 residências e 233.536 moradores, resultando em uma média de 3,37 hab/res. Possui 75 bairros.
| Bairro                             | Região       | Sobre o bairro |
| ---------------------------------- | ------------ | --- |
| Águas da Prata                     | Leste        | |
| Águas do Canindu                   | Norte        | |
| Alto da Ponte                      | Norte        | Um dos bairros mais populosos da Zona Norte da cidade. Possui um CRAS e CREAS (serviço social), que atende a população da zona norte da cidade, além de conter UBS e FUNDHAS, também dentro do Centro Comunitário. |
| Altos da Vila Paiva                | Norte        | |
| Altos do Uirá                      | Sudeste      | |
| Araújo                             | Leste        | |
| Bairrinho                          | Leste        | |
| Bairro Cajurú                      | Leste        | |
| Bairro dos Ferreiras               | Norte        | |
| Bairro dos Pinheiros               | Centro       | |
| Martins Guimarães                  | Leste        | |
| Mato Dentro                        | Leste        | |
| Serimbura                          | Centro       | |
| Banhado                            | Centro       | |
| Beira Rio                          | Oeste        | |
| Bica d'Água                        | Leste        | |
| Bom Retiro                         | Leste        | |
| Bosque dos Eucaliptos              | Sul          | |
| Bosque dos Ipês                    | Sul          | |
| Bosque Imperial                    | Oeste        | |
| Buquirinha                         | Norte        | A entrada do bairro está localizado na Rodovia Monteiro Lobato. Conta com uma UBS, uma escola estadual e uma pré-escola, além de padaria e mercearia. |
| Caête                              | Norte        | |
| Cambucá                            | Leste        | |
| Campo dos Alemães                  | Sul          | |
| Campos de São José                 | Leste        | |
| Capão Grosso                       | Leste        | |
| Capão Grosso II                    | Leste        | |
| Capitingal                         | Sul          | |
| Caramujo                           | Sul          | |
| Castanheira II                     | Leste        | |
| Centro                             | Centro       | |
| Chácara Boa Esperança              | Leste        | |
| Chácara Capão Grosso               | Leste        | |
| Chácara dos Eucaliptos             | Centro/Leste | |
| Chácara Majestic                   | Leste        | |
| Chácara Pousada do Vale            | Leste        | |
| Chácara Santa Luzia                | Leste        | |
| Chácara São Vicente                | Leste        | |
| Chácara Sítio Jataí                | Leste        | |
| Chácaras Reunidas                  | Sul          | |
| Chácaras São José                  | Sudeste      | |
| Cidade Morumbi                     | Sul          | É mais conhecido como Jardim Morumbi. Está localizado próximo à Estrada Velha São Paulo-Rio, tendo fácil acesso ao Centro de São José dos Campos, pelo Anel Viário, e a Jacareí. É um dos bairros mais populosos da cidade. É um dos melhores bairros para se residir na região sul, bem arborizado. |
| Cidade Vista Verde                 | Leste        | Bairro projetado em 1972 para ser similar a bairros de subúrbio americanos, sem muros e com alto nível de arborização. No entanto, muitos assaltos ocorriam e os muros foram necessários. É um bairro de classe média e um dos bairros mais arborizados da cidade. Está localizado entre a Rodovia Presidente Dutra (BR-116) e a Refinaria Henrique Lage. Possui duas escolas públicas e três particulares e é a sede da Casa do Idoso - Leste. |
| Colinas do Parahyba                | Norte        | |
| Condomínio Floresta                | Leste        | |
| Conj. Hab. Dom Pedro I             | Sul          | |
| Conj. Hab. Dom Pedro II            | Sul          | |
| Conj. Hab. Elmano F. Veloso        | Sul          | |
| Conj. Hab. Intervale               | Leste        | |
| Conj. Hab. Polícia Militar         | Sudeste      | |
| Conj. Hab. São Geraldo             | Norte        | |
| Conj. Hab. São José                | Leste        | |
| Conj. Hab. Vale dos Pinheiros      | Centro       | |
| Conj. Hab. Vila Tatetuba           | Leste        | |
| Conj. Integração                   | Leste        | |
| Conj. Res. 31 de Março             | Sul          | |
| Conj. Res. Cidade Jardim           | Sul          | |
| Conj. Res. Jardim das Flores       | Leste        | |
| Conj. Res. JK                      | Leste        | |
| Conj. Res. Monte Castelo           | Centro       | |
| Conj. Res. Morada do Sol           | Sul          | |
| Conj. Res. Morumbi                 | Sul          | |
| Conj. Res. Nosso Teto              | Sudeste      | |
| Conj. Res. Nova Cristina           | Norte        | |
| Conj. Res. Papa João Paulo II      | Sul          | |
| Conj. Res. Parque das Américas     | Leste        | |
| Conj. Res. Planalto                | Leste        | |
| Conj. Res. Primavera               | Sul          | |
| Conj. Res. Recanto dos Eucaliptos  | Sul          | |
| Conj. Res. Recanto dos Pinheiros   | Sul          | |
| Conj. Res. Sol Nascente            | Sul          | |
| Conj. São Judas Tadeu              | Sudeste      | |
| DCTA                               | Sudeste      | |
| Ebenezer                           | Leste        | |
| Espelho d'Água                     | Norte        | |
| Eugênio de Melo                    | Leste        | Maior distrito da cidade, próximo à divisa de São José com Caçapava. |
| Favela Vila Nova Esperança         | Centro       | |
| Favela Vila Rhodia                 | Norte        | |
| Fazenda Bom Retiro                 | Leste        | |
| Fazenda Honda                      | Leste        | |
| Fazenda Jataí                      | Norte        | |
| Fazenda Nossa Senhora da Conceição | Leste        | |
| Fazenda Pilão Arcado               | Leste        | |
| Fazenda Taira                      | Leste        | |
| Fazenda Takanashi                  | Leste        | |
| Fazenda Toninho Ferreira           | Leste        | |
| Fazenda Vila Franca                | Leste        | |
| Floradas de São José               | Sul          | Bairro mais nobre da zona sul. |
| Frei Galvão                        | Leste        | |
| Hawai                              | Norte        | |
| Jaguariuna                         | Norte/Oeste  | |
| Jardim Aeroporto                   | Sul          | |
| Jardim Altos de Santana            | Norte        | É o bairro mais populoso da Zona Norte da cidade. |
| Jardim Altos do Esplanada          | Oeste        | |
| Jardim Alvorada                    | Oeste        | |
| Jardim América                     | Sul          | |
| Jardim Americano                   | Leste        | |
| Jardim                             | Norte        | |
| Jardim Anhembi                     | Sul          | |
| Jardim Aparecida                   | Centro       | |
| Jardim Apolo I                     | Centro       | Bairros com condomínios residenciais, casas noturnas e bares. Neles também está localizado o escritório da Record. |
| Jardim Apolo II                    | Centro       | Bairros com condomínios residenciais, casas noturnas e bares. Neles também está localizado o escritório da Record. |
| Residencial Jardim Aquarius        | Oeste        | Possui uma grande concentração de prédios, a sede da Etec da cidade o hipermercado Carrefour. |
| Jardim Augusta                     | Centro       | Bairro onde está localizado o Center Vale Shopping e a sede da Rede Vanguarda. |
| Jardim Azevedo                     | Centro       | |
| Jardim Bandeirantes                | Centro       | |
| Jardim Bela Vista                  | Centro       | Sede do Grupo Band Vale de Comunicação com transmissões da Rádio Stereo Vale FM, Rádio Cidade AM e da Nativa FM e TV Band Vale. |
| Jardim Boa Vista                   | Norte        | |
| Jardim Brasília                    | Leste        | |
| Jardim Cassiano Ricardo            | Oeste        | |
| Jardim Castanheiras                | Leste        | |
| Jardim Cerejeiras                  | Leste        | |
| Jardim das Colinas                 | Oeste        | Bairro onde está localizado o Colinas Shopping e o Assaí Atacadista, sendo este último onde anteriormente era hospedado o hipermercado Extra. |
| Jardim Colonial                    | Sul          | Bairro com diversos e variados comércios, bem como lojas de roupas e cosméticos, farmácias, sorveterias, bazares, etc. Há também a Casa Lotérica Colonial, o posto de gasolina São Carlos, a Galeria Imperial (que recebe o nome do bairro vizinho) e o Supermercado Nagumo, sendo este último o mais notório. Além disso, o bairro é amplamente conhecido pela feira ao ar livre que ocorre aos domingos e recebe o nome de "Feira do Colonial" ou "Feira do Rolo". Serve como referência aos bairros nas redondezas, sendo conhecidos como "Região do Colonial". |
| Jardim Colorado                    | Sudeste      | |
| Jardim Copacabana                  | Leste        | |
| Jardim Coqueiro                    | Leste        | |
| Jardim Corinthians                 | Centro       | |
| Jardim Cruzeiro do Sul             | Sul          | |
| Jardim da Granja                   | Sudeste      | É o bairro mais antigo da região sudeste. Possui comércio bastante diversificado, atendendo aos demais bairros próximos. Possui uma UBS, duas escolas públicas, além de duas academias ao ar livre, praças e centro comunitário com quadra e pista de skate. |
| Jardim das Azaléias                | Sul          | |
| Jardim das Indústrias              | Oeste        | Surgiu com o desmembramento da Fazenda Paraíso, numa área de 140 alqueires (parte alta) e outros 160 alqueires de área de várzea. A construção da BR-116 fez com que as empresas cobiçassem as terras da parte alta. Os primeiros terrenos foram vendidos para o Bar da Gruta (hoje Posto da Gruta), instalado para atender os trabalhadores que atuavam na construção da rodovia, e para a Johnson & Johnson. O bairro começou a ser construído em 1960, quando foi loteado.                                                                                      |
| Jardim das Paineiras I             | Leste        | |
| Jardim das Paineiras II            | Leste        | |
| Jardim Del Rey                     | Sul          | |
| Jardim Diamante                    | Leste        | |
| Jardim do Céu                      | Sul          | |
| Jardim do Lago                     | Sudeste      | |
| Jardim dos Bandeirantes            | Sul          | |
| Jardim Esplanada                   | Centro       | Bairros habitados, em sua maioria, pelas classes A e B. Neles está localizada a sede do jornal O Vale. |
| Jardim Esplanada II                | Centro       | Bairros habitados, em sua maioria, pelas classes A e B. Neles está localizada a sede do jornal O Vale. |
| Jardim Estoril                     | Sul          | |
| Jardim Frei Leopoldo               | Centro       | |
| Jardim Guimarães                   | Norte        | |
| Jardim Helena                      | Leste        | |
| Jardim Imperial                    | Sul          | |
| Jardim Ipê                         | Leste        | |
| Jardim Ismênia                     | Leste        | |
| Jardim Itapuã                      | Leste        | O bairro está aglomerado com o Galo Branco e o distrito de Eugênio de Melo. |
| Jardim Jaci                        | Norte        | |
| Jardim Juliana                     | Sul          | |
| Jardim Jussara                     | Centro       | Bairro onde está localizado o Estádio Municipal Martins Pereira. |
| Jardim Madureira                   | Sul          | |
| Jardim Maracanã                    | Leste        | |
| Jardim Margareth                   | Centro       | |
| Jardim Mariana                     | Leste        | |
| Jardim Mariana II                  | Leste        | |
| Jardim Maringá                     | Centro       | Possui comércios e bares e está localizado ao lado da Vila Ema. |
| Jardim Maritéia                    | Norte        | |
| Jardim Matarazzo                   | Centro       | |
| Jardim Mesquita                    | Sul          | |
| Jardim Motorama                    | Leste        | Localizado entre a BR-116 e a Avenida Pedro Friggi. |
| Jardim Nossa Senhora de Fátima     | Centro       | |
| Jardim Nova América                | Centro       | |
| Jardim Nova Detroit                | Leste        | Localizado próximo ao Jardim São Vicente e Jardim Motorama, possui uma UBS. |
| Jardim Nova Europa                 | Centro       | |
| Jardim Nova Flórida                | Leste        | |
| Jardim Nova Michigan               | Leste        | |
| Jardim Nova Paulicéia              | Norte        | |
| Jardim Nova República              | Sul          | |
| Jardim Olímpia                     | Leste        | |
| Jardim Oriental                    | Sul          | |
| Jardim Oriente                     | Sul          | |
| Jardim Oswaldo Cruz                | Centro       | Bairro do lado do Centervale Shopping. Possui três hotéis e uma escola municipal. |
| Jardim Ouro Preto                  | Norte        | |
| Jardim Paraíso                     | Sul          | |
| Jardim Paraíso do Sol              | Leste        | |
| Jardim Pararangaba                 | Leste        | |
| Jardim Paulista                    | Centro       | Bairro com muitos comércios. É uma das principais vias de acesso entre as zonas central, leste e sudeste. |
| Jardim Petrópolis                  | Sul          | |
| Jardim Pôr do Sol                  | Oeste        | |
| Jardim Portugal                    | Sul          | |
| Jardim Renata                      | Centro       | |
| Jardim República                   | Sul          | |
| Jardim Rosário                     | Sul          | |
| Jardim San Rafael                  | Leste        | |
| Jardim Santa Edwiges               | Sul          | Foi um loteamento em que havia acesso apenas pelo Jardim República e, posteriormente, tornou-se em bairro. |
| Jardim Santa Fé                    | Sudeste      | |
| Jardim Santa Inês I                | Leste        | |
| Jardim Santa Inês II               | Leste        | |
| Jardim Santa Inês III              | Leste        | |
| Jardim Santa Julia                 | Sudeste      | O bairro serve de referência aos demais bairros, sendo conhecidos como "região do Santa Julia". Faz divisa com os bairros Santa Luzia, São Leopoldo e Santa Cecília II. Por meio deste último, é possível acessar o Campos de São José, pela Via Leste. É um bairro novo, porém com bastante residências e alguns prédios. É uma das regiões que mais cresce na cidade. |
| Jardim Santa Lúcia                 | Leste        | |
| Jardim Santa Luzia                 | Sudeste      | Localizado próximo ao bairro Santa Rosa, conecta este e o Jardim Santa Julia à região do Putim. Possui uma creche municipal e quadras. |
| Jardim Santa Madalena              | Centro       | |
| Jardim Santa Maria                 | Leste        | |
| Jardim Santa Matilde               | Norte        | |
| Jardim Santa Rosa                  | Sudeste      | |
| Jardim Santo Onofre                | Sudeste      | |
| Jardim Santos Dumont               | Centro       | |
| Jardim São Dimas                   | Centro       | |
| Jardim São Jorge                   | Leste        | |
| Jardim São José                    | Centro       | Bairro onde está localizado o 1° Batalhão de Policiamento Militar do Interior. |
| Jardim São José                    | Leste        | |
| Jardim São Judas Tadeu             | Sudeste      | |
| Jardim São Leopoldo                | Sudeste      | |
| Jardim São Vicente                 | Leste        | |
| Jardim Satélite                    | Sul          | Bairro onde está localizado a Leroy Merlin, Decathlon e o Vale Sul Shopping. |
| Jardim Souto                       | Sudeste      | |
| Jardim Sul                         | Sul          | |
| Jardim Telespark                   | Norte        | |
| Jardim Terras do Sul               | Sul          | |
| Jardim Topázio                     | Centro       | |
| Jardim Três José                   | Leste        | |
| Jardim Uirá                        | Sudeste      | Bairro bastante arborizado, possui um bom comércio, incluindo o tradicional restaurante Trairão. Tem escolas, academia ao ar livre, campo de bocha e quadra. |
| Jardim Universo                    | Leste        | |
| Jardim Vale do Sol                 | Sul          | |
| Jardim Vale Paraíso                | Centro       | |
| Jardim Valparaíba                  | Leste        | |
| Jardim Veneza                      | Sul          | |
| Limoeiro                           | Oeste        | |
| Mantiqueira I                      | Leste        | |
| Mantiqueira II                     | Leste        | |
| Maravilhas do Cajuru               | Leste        | |
| Miranda                            | Norte        | |
| Mirante I                          | Leste        | |
| Mirante II                         | Leste        | |
| Monte Castelo                      | Centro       | Localizado ao lado do Jardim Paulista. Abriga três escolas estaduais, sendo que uma delas está entre as melhores da cidade. |
| Morada do Fênix                    | Leste        | |
| Morada do Sol                      | Leste        | |
| Nossa Senhora do Bom Retiro        | Leste        | |
| Nova Michigan II                   | Leste        | |
| Nova Michigan III                  | Leste        | |
| Nova Michigan IV                   | Leste        | |
| Oliveiras                          | Norte        | |
| Palmeiras de São José              | Sul          | |
| Parque dos Ipês                    | Sul          | |
| Parque Independência               | Sul          | |
| Parque Industrial                  | Sul          | Um dos maiores bairros da cidade, localizado perto do Cidade Morumbi e do Jardim Satélite. |
| Parque Interlagos                  | Sul          | |
| Parque Martim Cererê               | Sudeste      | Localizado na entrada da Embraer. |
| Parque Nova Esperança              | Leste        | |
| Parque Novo Horizonte              | Leste        | |
| Parque Residencial Aquarius        | Oeste        | |
| Parque Residencial União           | Sul          | |
| Parque Santa Rita                  | Sudeste      | Localizado próximo à Praça Helio Dias. Possui quadras, uma escola municipal, e uma unidade da Fundação Cultural Cassiano Ricardo. |
| Parque Santos Dumont               | Sudeste      | |
| Pernambucana de Baixo              | Sul          | |
| Pernambucana de Cima               | Sudeste      | |
| Pinheirinho                        | Sul          | |
| Portal do Céu                      | Leste        | |
| Pousada do Vale                    | Leste        | |
| Primavera I                        | Leste        | |
| Primavera II                       | Leste        | |
| Projeto Torrão de Ouro             | Sul          | |
| Putim                              | Sudeste      | |
| Quinta das Flores                  | Sul          | |
| Recanto Caetê                      | Norte        | |
| Recanto das Jabuticabeiras         | Sudeste      | |
| Recanto do Vale                    | Leste        | |
| Recanto dos Eucaliptos             | Sudeste      | |
| Recanto dos Lagos                  | Leste        | |
| Recanto dos Nobres                 | Sudeste      | |
| Renascer I                         | Leste        | |
| Renascer II                        | Leste        | |
| Res. Altos do Bosque               | Sul          | |
| Res. Ana Maria                     | Leste        | |
| Res. Armando Moreira Righi         | Leste        | Localizado próximo ao Residencial Galo Branco, era planejado para ser um condomínio fechado. |
| Res. Bell Park                     | Sudeste      | |
| Res. Cambuí                        | Sudeste      | |
| Res. da Ribeira                    | Leste        | |
| Res. De Ville                      | Sul          | |
| Res. Dom Bosco                     | Leste        | |
| Res. Esplanada do Sol              | Centro       | |
| Res. Flamboyant                    | Sudeste      | Bairro residencial com acesso pela Avenida dos Astronautas e Estrada Putim-Tecnasa. Tem seguido a tendência de verticalização, sendo um dos bairros com mais prédios na cidade. Possui uma creche municipal, academia ao ar livre e praças. |
| Res. Galo Branco                   | Leste        | Maior bairro da zona leste da cidade, com forte comércio, localizado ao lado de Caçapava. |
| Res. Gazzo                         | Sul          | |
| Res. Jardins                       | Sul          | |
| Res. Jatobá                        | Sudeste      | |
| Res. Juritis                       | Sudeste      | |
| Res. Martins Pereira               | Centro       | |
| Res. San Marino                    | Sul          | |
| Res. Santa Rosa                    | Sudeste      | |
| Res. São Francisco                 | Sudeste      | É um pequeno bairro que possui seu único acesso por uma ponte sobre um riacho, fazendo com que seja um bairro tranquilo e sem muito tráfego de veículos. É rodeado por bastante verde, além de ser arejado e possuir vista panorâmica. O comércio é pequeno e diversificado, possuindo açougue, horti-frut, padaria, bares, mercearia e disk gás/água. Possui algumas áreas públicas como a quadra poliesportiva, a academia ao ar livre e o playground infantil.                                                                                                  |
| Res. Sunset Park                   | Oeste        | |
| Res. Vista Linda                   | Leste        | Bairro residencial planejado próximo à Vila Industrial e à Vila Tesouro, com casas de médio e alto padrão. |
| Ressaca                            | Leste        | |
| Rhodia                             | Norte        | |
| Rio Comprido                       | Sul          | O nome vem do rio que faz divisa com o município de Jacareí, o Rio Comprido fica paralelo a Via Dutra, possui uma altura elevada. O bairro é antigo onde sua história esta relativamente ligada ao início da cidade de SJC. Possui uma NEI e uma escola integral, ambas municipais, pequenos comércios, ruas estreitas, igrejas e várias linhas de onibus(300, 306 e 314). |
| Royal Park                         | Oeste        | |
| Santa Cecília I                    | Leste        | |
| Santa Cecília II                   | Leste        | |
| Santa Helena                       | Leste        | |
| Santa Hermínia                     | Leste        | |
| Santa Maria I                      | Leste        | |
| Santa Rita                         | Leste        | |
| Santana                            | Norte        | Um dos bairros mais antigos da cidade, onde se localiza o Parque Roberto Burle Marx, mais conhecido como "Parque da Cidade" e a escola SENAI Santos Dumont. |
| São Francisco Xavier               | Norte        | Maior distrito em área, sendo até maior que a cidade. Fica próximo à divisa com Monteiro Lobato, Santo Antônio do Pinhal e o Sul de Minas. O acesso é feito pela Rodovia Monteiro Lobato. |
| São Sebastião                      | Norte        | |
| Serrote                            | Leste        | |
| Sítio Bom Jesus                    | Sudeste      | |
| Sítio Encantado                    | Leste        | |
| Terra Brasilis                     | Sudeste      | Bairro composto por condomínios de apartamentos. |
| Terra Nova                         | Leste        | |
| Terrinha                           | Sul          | |
| Jardim Torrão de Ouro              | Sul          | Bairro onde existia a fazenda Aymoré que após ser vendida para a prefeitura, tornou-se no bairro Parque Interlagos. |
| Torrão de Ouro I                   | Sul          | |
| Torrão de Ouro II                  | Sul          | |
| Urbanova                           | Oeste        | Bairro onde predomina a classe A. Localizado perto da divisa com Igaratá, possui um campus da Univap. |
| Vargem Grande                      | Norte        | |
| Vila Abel                          | Centro       | |
| Vila Adriana I                     | Sudeste      | |
| Vila Adriana II                    | Sudeste      | |
| Vila Ady'Ana                       | Centro       | Bairro que concentra um grande número de restaurantes, sendo a maior parte deles na Avenida Doutor Ademar de Barros. Também estão nesse bairro o SESC e o Parque Santos Dumont. |
| Vila Alexandrina                   | Norte        | |
| Vila Betânia                       | Centro       | Bairro onde ficam a Dicico, o Hospital Santos Dumont, o Hospital Prontil e o AME. |
| Vila Cândida                       | Norte        | |
| Vila Cardoso                       | Centro       | |
| Vila César                         | Norte        | |
| Vila Chiquinha                     | Norte        | |
| Vila Cristina                      | Norte        | |
| Vila das Acácias                   | Sul          | |
| Vila das Flores                    | Sul          | Fica entre os bairros Jardim República, Vila Amélia e Jardim Cruzeiro do Sul. Bairro calmo e tranquilo, conta com mercearias, bares, academia ao ar livre, parque infantil, além de casas de serralheria e marcenaria. Ficou popularmente conhecido na região após a inauguração de um campo de futebol de grama sintética, financiado pela Caixa. |
| Vila Dirce                         | Norte        | |
| Vila do Carmo                      | Norte        | |
| Vila do Pena                       | Norte        | |
| Vila Ema                           | Centro       | Bairro populado predominantemente pelas classes A e B |
| Vila Esmeralda                     | Norte        | |
| Vila Ester                         | Leste        | |
| Vila Guaianazes                    | Centro       | |
| Vila Guarani                       | Centro       | |
| Vila Higienópolis                  | Centro       | Localizado entre as avenidas 9 de Julho e São João, abriga o Parque Vicentina Aranha e o Hospital Policlin |
| Vila Icaraí                        | Centro       | |
| Vila Igualdade                     | Centro       | |
| Vila Industrial                    | Leste        | Neste bairro, estão localizados o Hospital Municipal, a Urbam (Urbanizadora Municipal) e o tiro de guerra. Possui um grande comércio, com revendedoras de veículos, padarias e serviços como agências bancárias, além da sede do São José Esporte Clube. |
| Vila Ipiranga                      | Centro       | |
| Vila Iracema                       | Sudeste      | |
| Vila Jaci                          | Centro       | |
| Vila Kennedy                       | Centro       | |
| Vila Leila                         | Norte        | |
| Vila Leila II                      | Norte        | |
| Vila Leonídia                      | Norte        | |
| Vila Letônia                       | Sul          | |
| Vila Luchetti                      | Sul          | |
| Vila Luzia                         | Centro       | |
| Vila Machado                       | Norte        | |
| Vila Maria                         | Centro       | Bairro localizado na parte baixa da zona central, com bares, padarias e mercearias. |
| Vila Mascarenhas Ferraz            | Centro       | |
| Vila Matilde                       | Leste        | |
| Vila Monte Alegre                  | Norte        | |
| Vila Monterrey                     | Leste        | Fica exatamente ao lado do Jardim Helena. Começou a ser habitado em 2010. |
| Vila Nair                          | Sul          | |
| Vila Nossa Senhora das Graças      | Norte        | |
| Vila Nova Conceição                | Sul          | |
| Vila Nova Guarani                  | Centro       | |
| Vila Nova São José                 | Centro       | |
| Vila Nove de Julho                 | Centro       | |
| Vila Paganini                      | Centro       | |
| Vila Paiva                         | Norte        | |
| Vila Pasto Alto                    | Norte        | |
| Vila Patrícia                      | Leste        | |
| Vila Paulo Setúbal                 | Centro       | |
| Vila Piratininga                   | Centro       | Neste bairro, está localizado o Terminal Rodoviário Frederico Ozanam. |
| Vila Progresso                     | Centro       | |
| Vila Rangel                        | Norte        | |
| Vila Rica                          | Sudeste      | |
| Vila Rossi                         | Norte        | |
| Vila Rubi                          | Centro       | |
| Vila Sanches                       | Centro       | |
| Vila Santa Cruz I                  | Centro       | |
| Vila Santa Cruz II                 | Centro       | |
| Vila Santa Cruz III                | Centro       | |
| Vila Santa Helena                  | Centro       | |
| Vila Santa Luzia                   | Centro       | |
| Vila Santa Rita                    | Centro       | |
| Vila Santarém                      | Norte        | |
| Vila Santos                        | Centro       | |
| Vila São Benedito                  | Sudeste      | |
| Vila São Bento                     | Sul          | |
| Vila São Geraldo                   | Norte        | |
| Vila São Paulo                     | Centro       | |
| Vila São Pedro                     | Centro       | |
| Vila Simone                        | Norte        | |
| Vila Sinhá                         | Norte        | |
| Vila Tatetuba                      | Leste        | |
| Vila Terezinha                     | Centro       | |
| Vila Tesouro                       | Leste        | Um dos maiores bairros da região Leste, com vias de acesso para região central, sul e norte. |
| Vila Unidos                        | Norte        | |
| Vila Veneziani                     | Norte        | |
| Vila Zizinha                       | Norte        | |
| Vilaggio d'Antonini                | Leste        | |
| Xingu                              | Sul          | |

1. ↑  http://www.sjc.sp.gov.br/sao_jose/regiao_central.aspx
2. ↑  http://www.sjc.sp.gov.br/sao_jose/regiao_leste.aspx
3. ↑  http://www.sjc.sp.gov.br/sao_jose/regiao_norte.aspx
4. ↑  «Cópia arquivada». Consultado em 25 de junho de 2015. Arquivado do original em 28 de maio de 2015
5. ↑  http://www.sjc.sp.gov.br/sao_jose/regiao_sudeste.aspx
6. ↑  http://www.sjc.sp.gov.br/sao_jose/regiao_sul.aspx